# 白樺日誌
白樺日誌（しらかばにっし）とは、京都府舞鶴市出身の瀬野修が終戦後シベリアで抑留中の2年間に書いた日誌。紙がないため白樺の皮をはぎ、筆記用具もないため空き缶の先を尖らせペンとし、煙突の煤を水に溶いてインク代わりにしている。

## 背景
作成者の瀬野はもともと旧制舞鶴中学校の教師であったが、時代は太平洋戦争に突入し1944年に瀬野も択捉島へ出征する。その後1945年9月2日の降伏文書調印直前である8月28日に日ソ中立条約をソ連軍が破り択捉島に上陸、占領。以降抑留者としてコムソモリスク近郊の収容所を転々としていた。
その中で1945年9月下旬ごろから瀬野は抑留中にシラカバの木の皮をはぎ、空き缶の先をペンとし、煙突のすすをインク代わりにして縦10センチ・横11センチほどの樹皮52枚のうち、36枚の表裏にから成る母国や家族への思い、日々の生活を織り込んだ約200 - 300首の和歌集を作成した。これが白樺日誌である。

## 帰還後
1947年に引き揚げされ、その際に収容所やナホトカでの所持品検査をくぐり抜け、奇跡的に持ち帰ってくることができた。その後1988年、この日誌などを舞鶴引揚記念館に寄贈した。
2015年10月10日、ユネスコの「世界記憶遺産」に、「舞鶴への生還1945-1956シベリア抑留等日本人の本国への引き揚げの記録」が登録され、この中に白樺日誌も含まれている。
2017年2月16日には状態調査が行われたものの、目立った劣化は見つからなかった。2020年にも最新技術による調査が行われている。

## 内容
和歌は自作の物である。瀬野が帰還後の1947年に出版した『シベリア抑留記』には白樺日誌の和歌がいくつか記されている。ここでは『シベリア抑留記』の文面ままに5つ和歌を連ねる。
- 土筆ありよもぎ草ありおのがじし採りし野草に夕餉楽しも[意味 1]
- 砂利列車轟き渡りヌもとの静寂 に帰りぬ夜明け近しも[意味 2]
- 寒き夕家族こぞりて母の手に なれる甘酒飲みつ語らふ[意味 3]
- 凍傷の鼻揉む兵の頳顔かな[意味 4]
- 南の空ふし拝む朝夕の點呼一入 思ひ深か[意味 5]

### 和歌の意味
1. ↑  路傍に珍しく土筆が群生している。無造作に採ってはポケットにねじ込んだ。 よもぎ草もある。野菜不足を野草で補うのだ。
2. ↑  連日作業に疲れた体を床に横たえると、深い眠りに入ってしまう。厠に夜中起きる と夜汽車が通る音がひとしきり響き渡る。
3. ↑  甘酒を加減よく造ることが得意であった母は、麹を手に入れて来てはたびたび家 族を喜ばせようと手まめに甘酒を造ってくれた。寒い冬の夜はそれが又何よりもお いしかった。
4. ↑  戦友から注意される。（中略）鼻に手を触れて見てなるほど凍傷にかかっているな どあわてる。早速雪で擦る。時間があまり経過していなければ気長に擦ることによ って快復するが、手遅れの場合は、もう後の祭りである。
5. ↑  朝夕の点呼の時に南の空遥か故国を思って挨拶するのが一入り思い深い。この厳寒 を無事に越えた暁こそ、待望の故国に帰る日なのだ。そう固く信じている。